# Slow Burn (film)
Slow Burn è un film per la televisione del 1986 diretto da Matthew Chapman e tratto dal romanzo Castles Burning di Arthur Lyons. È interpretato da Beverly D’Angelo (Laine Fleischer), Raymond J. Barry (Gerald McMurty) e Eric Roberts (Jacob Asch). Il film vede anche la partecipazione di un giovanissimo Johnny Depp che interpreta il figliastro di Laine Fleischer.

## Trama
Il famoso artista Gerald McMurty, pentito di aver abbandonato la sua ex moglie Laine e suo figlio, ingaggia il detective Jacob Asch affinché li ritrovi. Durante le sue indagini Asch scopre che Laine, durante gli ultimi dieci anni, si è risposata e suo figlio è morto in un incidente d'auto. Il ragazzo con cui vive è il suo figliastro, Donnie. Quando McMurty viene a sapere che suo figlio è morto impazzisce, e durante la notte Donnie viene rapito a Palm Springs. Asch si ritroverà poi a dover indagare in un fitto intreccio di tradimenti e inganni.